# Ruda Czarny Las
Ruda Czarny Las – zlikwidowany przystanek kolejowy w Rudzie Śląskiej, w województwie śląskim, w Polsce. Znajduje się na linii 187 KWK Pokój - Ruda Orzegów.